# 內格爾 (密蘇里州)
內格爾（英語：Nagle）是位於美國密蘇里州德克薩斯縣的鬼鎮。

## 歷史
內格爾的郵局於1904年設立，其後於1925年停運。

## 地理
內格爾所處的海拔為高於海平面379米（即1243英呎），而該地所採用的時區為UTC-6，即北美中部時區（CST）。同時該地設有夏令時間，為UTC-6調快一小時，即UTC-5（CDT）。